# オリンポスのポロン
『オリンポスのポロン』は、吾妻ひでおの漫画作品。
1977年から1979年に『月刊プリンセス』に掲載され、一度完結した。1982年から1983年に『おちゃめ神物語コロコロポロン』のタイトルでアニメ化され、平行してアニメと同タイトルで『100てんコミック』で連載した。

## 設定
ギリシャ神話の世界を舞台に、太陽神アポロンの娘で半人前の女神のポロンがいろいろな騒動を巻き起こすギャグ漫画。少女漫画誌に掲載されたため、吾妻の特色である過激な下ネタや不条理ギャグはなく、オーソドックスな子供向けのギャグ漫画になっている。

## 登場人物
アニメを基準とする。
ポロン
声 - 三浦雅子
本作の主人公。アポロンの娘で半神。一人前の女神になるよう日々の精進を惜しまない努力家。子供らしく明るく元気でおてんばで愛らしい少女だが、言う事やる事が過激。女神になる為ならば何をするかわからないが悪気はないので皆許してしまう。それだけに怖い面も。日々の騒動の中で少しずつ成長していく。困った人をほっとけない非常に優しい性格をもち、困った者を助けるために頑張るが、途中で失敗したりドジを踏むがまったくといっていいほど懲りない。時に神々の力を借りたりするが、それでも失敗する事も。小さな少女の割に炊事洗濯が出来たりと父子家庭で育ったためスキルが高い。音楽が好きでよく歌ったりハープを弾いているが音感やリズム感がはちゃめちゃ。しかし本人に自覚ないどころか「お歌には自信がある」と言う。
ポロンは本来のギリシャ神話には登場しない存在だが、アポロンとラリッサの王の娘コロニスの実子であるアスクレピオスがモデルであり（但し、完全な互換では無く、アスクレピオス自身は蛇使い座の解説の際に、後述のDr.ナハハと同じ顔で登場している）、アポロンにケンタウロスの勇者ケイローンを先生につけてもらったり、イアソンと思われるイアン隊長率いる探検隊に参加して魔女メディアと対決するなどアスクレピオスのエピソードがネタになっている話も多い。原作には死者蘇生の薬を使ったポロンに稲妻を落としたゼウスに激怒したアポロンが稲妻の製造工場で暴れ…とアスクレピオスの最期を基にした話も存在している(ただしポロンは稲妻の直撃で全身大火傷の重傷を負ったものの死んではいない)。頭にはアポロンが身に付けているはずの月桂冠を常に身につけている。
原作「オリンポスのポロン」ではアニメと比べると冷静で大人びた考えの持ち主で、ストーリーが進むに連れて大局的な物の見方が出来るようになる。不安な時に恐る恐る行動したり、落ち込むと泣き出すなどの、アニメではあまり見られない描写も多い。また、アニメの「ごめんしてして」「〜ですですぅ」などの口癖がない、動物とは喋れないなど、神よりも人間に近い描かれ方をしている。アニメがピンクの服なのに対し、原作では青又は白のギリシャドレスを着用しており、瞳の色が翡翠色（エメラルドグリーン）などの外見の相違も見受けられた。
エロース
声 - 山本圭子
ポロンの友達。愛の神だが、本人はモテない。「顔が潰れている」と言われるほどブサイクで、本人は非常に悩んでいる。ポロンの暴走を食い止めようとするが、実際に止める事はほとんど出来ない。また彼はポロンの善き理解者でもあり、人助けに協力したりする事が多い。神としては一応一人前で、真面目で冷静な面も少しある。しかし本質的にお調子者で、落ち込んだ時に元気づけたポロンの善意に付け入ったりする。ストーリー中盤からは逆にポロンの足を引っ張ったり、失敗するようになる。途中からポロンに好意を寄せはじめるが、最終回まで相手にされることは一度もなかった。ポロンの友達と言ってはいるが、厳密に言うと腐れ縁の悪友に近い。出臍は割愛のしるし。原作ではアニメと若干性格が違い、イタズラ好きでよくポロンにちょっかいを出し、それがトラブルの引き金になることが多い。また、ポロンに好意を持つことはない。「オリンポス」ではおちんちんが生えているが、アニメ及びアニメのコミカライズ版では生えていない。
モデルはアシスタントの沖由佳雄。
アポロン
声 - 野島昭生/千葉繁（13話〜24話、野島の怪我による代役）
ポロンの父親であり、太陽の神。作中ではゼウスとヘラの息子になっている。毎日のように酒を飲みすぎては寝坊するので、時の女神やポロンに起こされながら眠そうに太陽馬車を駆って天空へ駆け上っていく。トラブルを起こすことは少ないが、ポロン同様に懲りることを知らない。しかし父親であるためか、優しさと厳しさの愛情を惜しみなくポロンに与えている。また、娘や仲間の好意に甘えるなどの素直さも見受けられる。ポロンの手作り弁当が何よりの楽しみで、卵料理が大好物。アニメが茶髪なのに対し、原作では金髪碧眼。ミニスカートのようなキトンが短いため、アニメではパンチラのシーンがある。
ゼウス
声 - 雨森雅司
ポロンの祖父。天空神。神々の王、神、父でオリンポスの支配者。女癖が悪く、ヘラにしょっちゅう怒られるが、やはり懲りる事を知らない。愛人に手を出した者がいると、いかずちを食らわすなどの暴君っぷりを発揮している。等マイナス面が目立つが、やはり全知全能の神と言われることもあり、神々の失態を厳しい厳罰処分を行ったり、問題を解決したりとやることは一応やっている。
ヘラ
声 - 山田栄子
ポロンの祖母。結婚の守護神。浮気のやまないゼウスに「あーた」と一喝して追い回す。負けず嫌いだがポロンにはいつも優しく、良い祖母であることがうかがえる。赤いドレスに網タイツ姿でかなりの若造り。
ポセイドン
声 - 銀河万丈
ゼウスの兄。海の神。最も良識のある神でポロンが悪い事をした時は叱り、困った時は助けてくれる。何故か巨人に描かれている。海の神なのにカナヅチでしょっちゅう浅瀬で溺れている。更に原作では腰に下げた瓢箪から酒をあおり常に二日酔いというだらしない面も見せている。
アズマ虫
声 - 大竹宏
ナレーション的役割を持つ虫。ポロンにいろいろと教えてくれる事もある。目が点で表現されていて片方が丸で囲われているが、これは片二重瞼を表しており、モデルになった原作者吾妻ひでおの自画像の特徴でもある。
ガヒル
声 - 塩屋翼
元々人間だったが、アポロンの妹アルテミスの裸をスケッチし、しかもブスに描いた事からガチョウ(ただし飛行能力があるので、ガチョウよりもハクガンに近いイメージ)に変えられてしまった。人間に戻れないことを自覚したらしく、それ以降はポロンの従者として行動を共にする。ポロンにとっては相談相手であり、彼女のよき理解者また移動手段である。ポロンと行動をするが、その分貧乏くじを引くこともある。原作ではアルテミスとポロンの沐浴を覗いた為罰としてガチョウに変えられた（アクタイオンの逸話がモデルになっている）。
ドサンコス
声 - 佐藤正治
アポロンの太陽馬車を引く空を飛ぶ馬。常に太陽を動かす必要がないためか、昼間にもポロンを乗せて走ることも多い。空から落ちるポロンを受け止めたりと忠実だが、ドサンコスを含めた太陽馬車を操るのは非常に難しい。
時の女神
声 - 頓宮恭子
太陽神アポロンを毎朝起こす役目を担っている。アポロンには苦労させられヒステリー気味。本来は時の神は「クロノス」だが、ここでは女性の女神になっている。英語版では曙の女神エオスの名になっている。
アフロディーテ
声 - 川浪葉子
美の女神。エロースの母。劇中ではゼウスの妹でアポロン・アルテミス兄妹の叔母、ポロンの大叔母に当たる。ブサイクなエロースを「失敗作」と言う。エロースにはかなりきつい。美の女神らしくおしゃれにうるさいが、センスが若干ズレており、ボロボロになったポロンのドレスを「おしゃれの最先端」だと言いセーラー服に変えたりした。性格はあまり知られていないが、根が暗く陰気。自分より美人だと聞くと、怪物とくっつかせようともくろんでいた程。怪物に変身したダフネに捕まり、くすぐられて悦ぶなど、レズビアンの女からも思いを寄せられた経験がある。
ヘパイストス
声 - 緒方賢一
鍛冶の神であるが何故かメカフェチのマッドサイエンティスト。劇中ではエロースの父でゼウスの旧友。ゼウスのために雷を作り、数多くの武器を製造する。しかしそれ以外の発明はうだつが上がらず失敗作が多い。失敗には必ず爆発を伴い成功しても爆発する事がある。性格はつかみ所がなく、強いて言うと優柔不断。神主や占い師など副業が多い。
アルテミス
声 - 鵜飼るみ子
月と狩猟の女神。アポロンの双子の妹。ポロンの叔母。白いノースリーブのミニのワンピース、背中に弓を背負っている。血縁的に近親であるせいか、ポロンに対してはわりと優しいが、他の女神たちと同様、自分を軽んじる人間に対しては容赦ない(とは言え病人の治療等の危急の事情があったと分かった際には許す場合もある)。仕事の鬼でもう一人の月の女神セレーネを一方的にライバル視している。
アテーナー
声 - 火野捷子
戦と手芸の女神。ゼウスの頭部から産まれたことから、知恵の女神でもある。黒目がちの瞳にショートカットが特徴。服装は薄紫のロングドレスで、頭に兜。女神たちの中ではわりと冷酷な役回りを演じることが多く、人間に与える罰もしばしば理不尽。しかしその度にポロンにお仕置きされ改心したりと、どちらが格下だか分からなくなる事も。ポロンに対しては比較的優しい態度である。
ディオニッソス
声 - 佐藤正治
酒と豊穣の神。とにかく何かあると裸踊りで解決しようとする。ディオニッソスが酔わせた者はゼウスでさえ酔いを醒ますことはできない。人を酔わせたり醒ませたり自在にでき、ポロンに酔いを醒ます方法を伝授する。原作ではオリンポス小学校の校長でもある。デザインは「吾妻ひでお三大異常キャラクター」の三蔵（ただし、原作ではポロンに「変態」と言われている他はそれほど崩れてはいない）。
ハデス
声 - 龍田直樹
地獄の番人。冥界の王。死者を蘇らせる事もでき、多数の骸骨兵やトカゲのような生き物を従えている。紫色の皮膚に丸い頭、時々白く光る赤い目と単純な生き物に描かれている。音楽や宴会を好む。原作では、死者の国を明るくしてしまうポロンに手を焼いている。
ペルセポネー
声 - 片岡富枝
ハデスの妻で夫と共に地獄の番人を勤めている。劇中ではコレステロールのカタマリと言われるほど太った中年女性の姿。夫の威を借りて冥界での絶対的な権力を握っている様子。ハデスより出番が多い。
原作では痩せた美人で現れる場合もあり、「太った姿はやけ食いの結果」と後付け設定された。
ナルキッソス
声 - 古谷徹
卵のような顔に、桃屋CMのような丸眼鏡で鼻がない。ポロンに美少年に変身させられ、うぬぼれていたエコーを振る。
Dr.ナハハ
声 - 兼本新吾
海の底に住んでいる自称「世界で唯一人の正常なマッドサイエンティスト」。様々な薬を開発するが、元気にする薬と元気にする粉以外は全て失敗。
吾妻の多くの作品にさまざまな設定で登場するキャラクターである。
その他の人々
原作では多くの人物がおおよそギリシャ神話準拠であるが、剣術指導に来た「軍神」が本来アレースであるべきなのに何故かマルスだったり、「時の女神」として呼び出されたモイラは本来「運命の女神」であり三人で一組の神なのだが、褐色肌の目と口が描かれないのっぺらぼうの女神が一人登場している等、あまり正確でない部分が多い。
それに対しアニメでは極力ギリシャ神話のエピソードに忠実に表現されており、同じエピソードであっても原作コミックスと全く違うキャラクターになっている事もある。

## 出版物
連載誌
- オリンポスのポロン プリンセス（秋田書店、1977年10月〜1979年3月）
- おちゃめ神物語コロコロポロン 100てんコミック（双葉社、1982年5月〜1983年2月）

単行本
- オリンポスのポロン プリンセスコミックス全2巻（秋田書店、1979年6月〜7月）※『月刊プリンセス』連載分
- おちゃめ神物語コロコロポロン 100てんランドコミックス全1巻（双葉社、1983年7月）※『100てんコミック』連載分
- オリンポスのポロン ハヤカワコミック文庫全2巻（早川書房、2005年2月）※両誌連載分

## アニメ
『おちゃめ神物語 コロコロポロン』のタイトルでアニメ化され、1982年5月8日から1983年3月26日まで全46話がフジテレビ系列で放送された。吾妻ひでお作品の初のTVアニメ化である。
ギリシャ神話で有名な神や女神などがギャグパロディ化されて、各話に登場。全体的に低年齢向けではあるが内容は大人のギャグや、ミュージカル要素も含まれている。
作画や性格描写に、アニメと原作のポロンの印象に差異が見られる。

### 内容
太陽神アポロンの娘である主人公・ポロンが、「いっちょうまえ（一丁前）」の女神をめざして奮闘する。
毎回のようにポロンのオリンポスの神々への憧れや悪戯や簡単に調子乗る性格、そして優しいポロンが良かれと思ってした事が災いする事が原因で自分で騒動を起こす。あるいはゼウスたちオリンポスの神々の力で騒動が起きるが、半人前でほとんど力の無いポロンが責任感と明るさとバイタリティで事態の収拾に奔走する。
父のアポロンは妻に逃げられており、そのためにポロンには母親がいない。だがそんな父親の身の回りの世話をよくする気立てのいい娘でもある。ポロンの友達のエロースは子どもなのに一人前の愛の神であり、恋人の仲をとりもつ力をもった弓矢を携えている。半人前のポロンをよくバカにしているが、最終的には言いなりになっている事が多い。
ストーリーの前半は女神になる目的優先だが、後半からはポロンの前だけに“女神の中の女神さま”（声 - 鶴ひろみ）が登場し、困っている者を救うヒントを少しずつ与えられながらいつのまにか本物の女神の素質を身につけていく。
最終話では“女神の中の女神さま”に自分の後継者として認められ、希望の力を手に入れたポロンはパンドラの箱から飛び散った災いを次々に希望へ変えていく。一人前の女神となったポロンを祝うためにオリンポスの丘の上で盛大な酒盛りが始められてエンディングを迎える。
エンディング映像の直前に挿入されていた予告編のナレーションは、ポロン役の声優・三浦雅子が担当、締め台詞は「ですです～！」であった。

### スタッフ
- 原作：吾妻ひでお
- 製作：壺田重三（国際映画社）
- 企画：大野幸正（フジテレビ）
- シリーズ構成：山本優
- 音楽：山本正之
- 音響監督：小松亘弘
- 美術監督：藤田勉
- キャラクターデザイン：高木としお
- 総監督：四辻たかお
- プロデューサー：つぼたしげお（壺田重夫/国際映画社）、藤家和正（国際映画社）、おおのゆきまさ（大野幸正/フジテレビ）
- 撮影：ACC谷原スタジオ（菅谷信行）
- ネガ編集：井上編集室
- 録音：田中英行
- 効果：新井秀徳（フィズサウンドクリエイション）
- 録音スタジオ：タバック（※フィルムクレジット上は「整音企画」と出ているが、実際の録音スタジオはタバック）
- 現像：東映化学（現、東映ラボ・テック）
- 制作担当：河西一幸
- 制作：国際映画社、 フジテレビ

### 主題歌
オープニングテーマ - 「オリンポスのポロン」
作詞・作曲・編曲 - 山本正之 / 歌 - 原良枝（コーラス - 山本正之（ノンクレジット））
エンディングテーマ - 「気分は女神チック」
作詞 - 山本優 / 作曲・編曲 - 山本正之 / 歌 - 原良枝（コーラス - 山本正之（ノンクレジット））

#### 挿入歌
「根が明るい音頭」
作詞 - 四辻たかお / 作曲・編曲 - 山本正之 / 歌 - 皆の衆（三浦雅子、山本圭子、野島昭生、雨森雅司、川浪葉子）
※以上3曲、共にレーベルはキングレコード。この曲を含め、下記の挿入歌が全て収録されたLPレコードも、キングレコードから発売されていた。
「エンヤコラサのドッコイサ」
作詞 - 四辻たかお / 作曲・編曲 - 山本正之 / 歌 - 野島昭生
「悲しきオリンポス」
作詞 - 四辻たかお / 作曲・編曲 - 山本正之 / 歌 - 三浦雅子
「キュルルン・キュルルン恋かしら」
作詞 - 四辻たかお / 作曲・編曲 - 山本正之 / 歌 - 三浦雅子
「霧の中のロンリー・エロース」
作詞 - 四辻たかお / 作曲・編曲 - 山本正之 / 歌 - 山本圭子、三浦雅子
「恋するアフロディテ」
作詞 - 四辻たかお / 作曲・編曲 - 山本正之 / 歌 - 川浪葉子
「酒と涙とポロンとアポロン」
作詞 - 四辻たかお / 作曲・編曲 - 山本正之 / 歌 - 野島昭生、三浦雅子
「昭和枯れつづき」
作詞 - 四辻たかお / 作曲・編曲 - 山本正之 / 歌 - 雨森雅司、三浦雅子
「ブルーオリンポス・シャトー」
作詞 - 四辻たかお / 作曲・編曲 - 山本正之 / 歌 - 三浦雅子
「プリティ・リトル・ポロン」
作詞 - 四辻たかお / 作曲・編曲 - 山本正之 / 歌 - 野島昭生
「ヘイ！ポロン」
作詞 - 四辻たかお / 作曲・編曲 - 山本正之 / 歌 - 山本圭子、三浦雅子
「みんな元気でドゥワップ」
作詞 - 四辻たかお / 作曲・編曲 - 山本正之 / 歌 - 野島昭生、三浦雅子、山本圭子
「夜空のブタ」
作詞 - 四辻たかお / 作曲・編曲 - 山本正之 / 歌 - 三浦雅子、山本圭子
「スクスク ドドンパ ジルバにマンボ」
作詞 - 四辻たかお / 作曲・編曲 - 山本正之 / 歌 - 雨森雅司
「ねくらの嵐」
作詞・作曲・編曲・歌 - 山本正之
「腹へったロック」
作詞 - 四辻たかお / 作曲・編曲 - 山本正之 / 歌 - 野島昭生
「宿なしロックン・ローラー」
作詞・作曲・編曲・歌 - 山本正之

### 各話リスト
| 話数 | サブタイトル            | 脚本            | 絵コンテ   | 演出         | 作画監督   | 放送日        |
| ---- | ----------------------- | --------------- | ---------- | ------------ | ---------- | ------------- |
| 1    | 女神になりたい          | 山本優          | 四辻たかお | 四辻たかお   | 高木としお | 1982年 5月8日 |
| 2    | イカルスのつばさ        | 山本優          | 萩原亨     | 萩原亨       | 佐久間信計 | 5月15日       |
| 3    | おとうさまの恋人        | 安藤豊弘        | 岡崎幸男   | 萩原亨       | 石之博和   | 5月22日       |
| 4    | ナルキソスの変身        | 金子修介        | 小島正幸   | 四辻たかお   | 和泉絹子   | 5月29日       |
| 5    | あたしは愛の女神なの    | 松崎健一        | 小島多美子 | 萩原亨       | 佐久間信計 | 6月5日        |
| 6    | 美少女イオの牛物語      | 安藤豊弘        | 森日高     | 小島多美子   | 野辺駿男   | 6月12日       |
| 7    | ユニコーンの角          | 山本優          | 四辻たかお | 萩原亨       | 石之博和   | 6月19日       |
| 8    | ピグマリオンの美少女    | 寺田憲史        | 小島多美子 | 小島多美子   | 高木としお | 6月26日       |
| 9    | 七つの試練              | 山本優          | 森日高     | 萩原亨       | 石之博和   | 7月3日        |
| 10   | パーンの笛              | 安藤豊弘        | 四辻たかお | 四辻たかお   | 卯田利     | 7月10日       |
| 11   | ふしぎっ子ピロン        | 安藤豊弘        | 萩原亨     | 萩原亨       | 石之博和   | 7月17日       |
| 12   | 美しきメドゥーサ        | 山本優          | 小島多美子 | 小島多美子   | 野辺駿男   | 7月24日       |
| 13   | 黄金のリンゴ            | 安藤豊弘        | 森日高     | 岡崎幸男     | 石之博和   | 7月31日       |
| 14   | 弱虫アキレウス          | 大橋志吉        | 鳥南乃     | 山本可       | 高木としお | 8月7日        |
| 15   | オルペウスの竪琴        | 大橋志吉        | 小島多美子 | 丸山章       | 大里岬     | 8月14日       |
| 16   | 月の女神セレーネ        | 寺田憲史        | 四辻たかお | 四辻たかお   | 寺尾恵子   | 8月21日       |
| 17   | 予言者カッサンドラ      | 大橋志吉        | 森日高     | 古久火人     | 野辺駿男   | 8月28日       |
| 18   | ミュルラの赤ちゃん      | 大橋志吉        | 森日高     | たかくのぼる | 卯田利     | 9月4日        |
| 19   | 泳げ!ポセイドン         | 合戸陽          | 丸山章     | 宮崎一哉     | 永木龍博   | 9月11日       |
| 20   | エロースの恋            | 大橋志吉        | 鳥南乃     | 山本可       | 鈴木英二   | 9月18日       |
| 21   | 怪人ミノタウロス!       | 大橋志吉        | 森日高     | たかくのぼる | 大里岬     | 9月25日       |
| 22   | キクノスの白鳥座        | 合戸陽          | 四辻たかお | 四辻たかお   | 村田四郎   | 10月2日       |
| 23   | 出発!タンゴロー探検隊   | 山本優          | 丸山章     | 浅田裕二     | 野辺駿男   | 10月9日       |
| 24   | さがせ!金のブタのしっぽ | 山本優          | 森日高     | 森日高       | 寺尾恵子   | 10月16日      |
| 25   | いたずらタンタロス      | 山本優          | 四辻たかお | 四辻たかお   | 永木龍博   | 10月23日      |
| 26   | ペガサスに乗った少年    | 大橋志吉        | 森日高     | たかくのぼる | 大里岬     | 10月30日      |
| 27   | 雨・雨ふれふれ鬼退治    | 合戸陽          | 丸山章     | 丸山章       | 卯田利     | 11月6日       |
| 28   | はらぺこエリクシトン    | 大橋志吉        | 四辻たかお | 浅田裕二     | 高橋英吉   | 11月13日      |
| 29   | 夢見るアルキオーネ      | 大橋志吉        | 森日高     | 森日高       | 寺尾恵子   | 11月20日      |
| 30   | 王様の耳はロバの耳      | 大橋志吉        | 四辻たかお | 永木龍博     | 永木龍博   | 11月27日      |
| 31   | 男まさりのアトランタ    | 大橋志吉        | 丸山章     | 丸山章       | 大里岬     | 12月4日       |
| 32   | デューポーンの大洪水    | 大橋志吉        | 森日高     | 森日高       | 卯田利     | 12月11日      |
| 33   | おとうさまの大ピンチ    | 大橋志吉        | 森日高     | 網野哲郎     | 野辺駿男   | 12月18日      |
| 34   | デュオニュッソスのお酒  | 大橋志吉        | 四辻たかお | 内田祐司     | 卯田利     | 12月25日      |
| 35   | 妖怪キマイラの涙        | 合戸陽          | 永樹凡人   | 永木龍博     | 永木龍博   | 1983年 1月8日 |
| 36   | アラクネの織物          | 大橋志吉        | 森日高     | 篠幸裕       | 卯田利     | 1月15日       |
| 37   | 双子の兄弟              | 大橋志吉        | 網野哲郎   | 網野哲郎     | 昆進之介   | 1月22日       |
| 38   | 旅役者ディードー        | 丸山富          | 永樹凡人   | 永木龍博     | 永木龍博   | 1月29日       |
| 39   | 失恋?!悲恋?!愛の詩      | 大橋志吉        | 森日高     | 内田祐司     | 卯田利     | 2月5日        |
| 40   | 女ばんざい、アマゾネス  | 鈴木裕美子      | 四辻たかお | 篠幸裕       | 卯田利     | 2月12日       |
| 41   | オレステスの仇討ち      | 西海枝誠 山本優 | 森日高     | 永木龍博     | 永木龍博   | 2月19日       |
| 42   | 人魚になった少年        | 大橋志吉        | 網野哲郎   | 網野哲郎     | 昆進之介   | 2月26日       |
| 43   | 降りてきた宇宙神        | 合戸陽          | 森日高     | 内田祐司     | 卯田利     | 3月5日        |
| 44   | プロメテウスの炎        | 大橋志吉        | 永樹凡人   | 篠幸裕       | 永木龍博   | 3月12日       |
| 45   | 九つの首ヒュドラ        | 大橋志吉        | 四辻たかお | 内田祐司     | 卯田利     | 3月19日       |
| 46   | ルンルン希望の女神      | 大橋志吉 山本優 | 網野哲郎   | 網野哲郎     | 卯田利     | 3月26日       |

※ 1983年1月1日は、正月特番『スーパースター新春イントロ大作戦』（『クイズ・ドレミファドン!』の正月版。18:00 - 19:00）のため休止。

### 放送局
放送日時は個別に出典が提示されているものを除き、1982年11月中旬 - 12月上旬時点のものとする。
| ネット状況 | 放送時間                                                                 | 放送局         | 対象地域   | 備考   |
| ---------- | ------------------------------------------------------------------------ | -------------- | ---------- | ------ |
| 同時ネット | 土曜 18:00 - 18:30                                                       | フジテレビ     | 関東広域圏 | 制作局 |
|            |                                                                          | 北海道文化放送 | 北海道     |        |
| 遅れネット | 金曜 19:00 - 19:30（1982年9月まで） 火曜 16:30 - 17:00（1982年10月から） | 仙台放送       | 宮城県     |        |
|            | 月曜 - 木曜 6:46 - 7:15                                                  | 石川テレビ     | 石川県     |        |
|            | 金曜 16:30 - 17:00                                                       | 東海テレビ     | 中京広域圏 |        |
|            | 土曜 8:00 - 8:30                                                         | 関西テレビ     | 近畿広域圏 |        |
|            | 水曜 16:30 - 17:00                                                       | テレビ新広島   | 広島県     |        |
|            | 土曜 8:00 - 8:30                                                         | テレビ西日本   | 福岡県     |        |

### ビデオソフト
- 1984年頃に、東芝映像ソフトからVHSとベータのビデオソフトが発売された[8]。第1話のダイジェストと第9話を収録。
- デジタルサイトから2003年10月29日にDVD-BOX上巻が、2004年1月28日にDVD-BOX下巻が発売された。